# Обмінна матриця
Обмінна матриця (англ. exchange matrix) — бінарна матриця, у якої на антидіагоналі стоять одиниці, а всі інші елементи нулі. Є матрицею перестановки.
За допомогою символа Кронекера можно записати це означення так: {\displaystyle J_{ij}=\delta _{n+1-i,j}}.
Ця матриця є найпростішим прикладом: антидіагональної матриці, інволютивної матриці та матриці перестановки.

{\displaystyle J_{2}={\begin{pmatrix}0&1\\1&0\end{pmatrix}},\quad J_{3}={\begin{pmatrix}0&0&1\\0&1&0\\1&0&0\end{pmatrix}},\quad \ldots \quad J_{n}={\begin{pmatrix}0&0&\cdots &0&1\\0&0&\cdots &1&0\\\vdots &\vdots &\,{}_{_{\displaystyle \cdot }}\!\,{}^{_{_{\displaystyle \cdot }}}\!{\dot {\phantom {j}}}&\vdots &\vdots \\0&1&\cdots &0&0\\1&0&\cdots &0&0\end{pmatrix}}}

## Властивості
- {\displaystyle \det J=(-1)^{\frac {n(n-1)}{2}}}.
- {\displaystyle \mathop {\rm {tr}} \;J=n{\bmod {2}}} (1 для непарних {\displaystyle n}; 0 для парних {\displaystyle n});
- {\displaystyle J^{T}=J};
- {\displaystyle J^{2}=I} та {\displaystyle J^{-1}=J}, тобто {\displaystyle J} — інволютивна матриця;

## Множення
Для прямокутної матриці {\displaystyle A_{i,j}} розміру, який дозволяє множення з {\displaystyle J}:
- {\displaystyle (JA)_{i,j}=A_{n+1-i,j}} — обмін рядків симетрично верх-низ.
- {\displaystyle (AJ)_{i,j}=A_{i,n+1-j}} — обмін стовпців симетрично ліво-право.